# Sergio Mejía
Sergio Joseph Mejía Sánchez (Puerto Cortés, Cortés, Honduras, 14 de julio de 1997 - Ib., 3 de septiembre de 2016) fue un futbolista hondureño que se desempeñó como delantero.
Fue asesinado a golpes durante la madrugada del 3 de septiembre de 2016 en Puerto Cortés.

## Clubes
| Club           | País           | Año         |
| -------------- | -------------- | ----------- |
| Houston Dynamo | Estados Unidos | 2014 - 2015 |
| Platense       | Honduras       | 2015 - 2016 |